# Як і в старі часи
Як і в старі часи (англ. As in the Days of Old) — американська короткометражна драма режисера Френсіса Пауерса 1915 року.

## У ролях
- Вільям Муді
- Гарольд Гудвін
- Максфілд Стенлі
- Френсіс МакДональд
- Джулія Фей
- Бетті Марш
- Вілбур Хігбі
- Елінор Стоун